# Aderlan Silva
Aderlan de Lima Silva, mais conhecido como Aderlan Silva ou Aderlan (Campina Grande, 18 de agosto de 1990), é um futebolista brasileiro que atua como lateral-direito. Atualmente joga no Sport Recife.

## Carreira

### Antecedentes
Nascido na Paraíba, Aderlan finalizou sua formação nas categorias de base do clube da sua cidade natal Campinense. Ele fez sua estreia na equipe em 8 de maio de 2009, entrando como substituto no segundo tempo na derrota em casa por 2 a 1 contra o Duque de Caxias, pela Série B de 2009.
Aderlan marcou seu primeiro gol como profissional no dia 20 de setembro de 2009, marcando o jogo apenas por pênalti na vitória fora sobre a Queimadense, pela Copa Paraíba de 2009.
Em março de 2011, após ser pouco utilizado, foi vendido ao Joinville, mas nunca disputou uma única partida pelo clube.
No final de 2011, Aderlan voltou ao seu estado natal e se juntou ao Treze.
Em janeiro de 2012, ele foi emprestado a Itapipoca. Mas voltou ao Treze para a disputa da Série C de 2012, e foi vendido a um grupo não identificado de investidores em outubro.
Em 10 de janeiro de 2013, Aderlan fechou contrato com o Corinthians Alagoano. Titular regular, foi emprestado ao CSA para a Série D de 2013. Mas apenas disputou uma partida antes de ter seus direitos federativos cedidos ao Santa Rita, após a fusão do clube com o Corinthians Alagoano em 2014.

### Académica de Coimbra
Em 4 de junho de 2014, Aderlan foi emprestado à Académica de Coimbra, por um contrato válido de 2 anos.
Fez sua estreia em 14 de setembro, começando com uma derrota fora de casa por 1 a 0 contra o Boavista, pela Primeira Liga de 2014–15. Marcou seu primeiro gol pelo clube em 2 de novembro, no empate em casa por 1 a 1 contra o Braga.
Pela Académica de Coimbra, fez 44 partidas e marcou 3 gols.

### Luverdense
Em 14 de dezembro de 2016, Aderlan foi anunciado pelo Luverdense, por um contrato de empréstimo até o final da temporada. Sua primeira partida pelo clube mato-grossense aconteceu em 15 de fevereiro, entrando como titular em uma vitória fora de casa sobre o URT por 2 a 1, pela Copa do Brasil de 2017. Seu primeiro e único gol pelo clube aconteceu em 15 de julho, em uma vitória em casa por 1 a 0 contra o ABC, pela Série B de 2017.
Inicialmente reserva, tornou-se titular regular na Série B de 2017.
Pelo Luverdense, fez 40 partidas e marcou apenas um gol.

### América Mineiro
No dia 10 de janeiro de 2018, foi emprestado ao América Mineiro até o final da temporada. Estreou pelo clube mineiro em 17 de janeiro, entrando como substituto em uma vitória em casa por 2 a 1 sobre a Patrocinense, pelo Campeonato Mineiro de 2018. Estreou pela primeira vez em um jogo da primeira divisão em um empate fora de casa por 2 a 2 com o Ceará, em 14 de maio, pela Série A de 2018.
Ele terminou a temporada como titular, apesar que o América Mineiro sofreu o rebaixamento na Série A de 2018. Pelo clube, fez 31 partidas e marcou nenhum gol.

### Red Bull Brasil
Em 11 de janeiro de 2019, Aderlan foi transferido ao Red Bull Brasil, com contrato até o final do Campeonato Paulista de 2019. Estreou em 20 de janeiro de 2019, entrando como titular em um empate em casa por 1 a 1 contra o Palmeiras, pelo Campeonato Paulista. Viveu um bom momento pelo clube no campeonato, ainda tendo uma grande sequência como titular.
Pelo Red Bull Brasil, fez 16 partidas e marcou nenhum gol.

### Red Bull Bragantino
Após a fusão do Bragantino com o Red Bull Brasil, Aderlan foi integrado ao recém-formado Red Bull Bragantino. Estreou pelo clube em 21 de maio, entrando como titular em uma vitória em casa por 2 a 0 sobre o Figueirense, pela Série B de 2019. Fez seu primeiro gol pelo clube do interior paulista em 27 de agosto, em uma vitória fora de casa por 3 a 0 sobre o CRB.
Após ser titular absoluto na campanha que deu ao Red Bull Bragantino o título da Série B de 2019 e o retorno à elite, em 4 de janeiro de 2021, Aderlan renovou seu contrato com o clube até maio de 2021.
Encerrou a temporada 2023, alternando seu desempenho e terminou o ano com 38 jogos (26 como titular), um gol e duas assistências. Ao fim do ano foi negociado. Ele encerrou sua passagem por Bragança onde ao todo, realizou 218 partidas, seis gols e 25 assistências. Neste período, ele conquistou a Série B do Campeonato Brasileiro.

### Santos
No dia 24 de dezembro de 2023, o Santos acertou a contratação de Aderlan para a temporada de 2024. Ele fez sua estreia em 21 de janeiro de 2024, na vitória do Santos sobre o Botafogo por 1 a 0, jogo válido pelo Paulistão.
Em julho de 2024, sofreu grave lesão no joelho esquerdo, teve constatada a ruptura total do ligamento cruzado anterior (LCA) e não atuou mais naquele ano.
Em 2025, atuou em apenas três jogos: Teve minutos diante do CRB, na Vila Belmiro, no jogo de ida da terceira fase da Copa do Brasil; e contra o Red Bull Bragantino, também na Vila, e Ceará, no Allianz Parque, ambos pelo Brasileirão. Pela carga após meses fora dos gramados, acabou até sentindo dores musculares da coxa direita e desde então não atuou mais. Assim, teve o contrato reincidido em agosto.

### Sport Recife
Em 8 de agosto de 2025, foi anunciado pelo Sport, com vínculo até o fim da temporada de 2025.

## Estatísticas
Atualizado até 8 de agosto de 2025.

### Clubes
| Equipe               | Temporada         | Campeonato nacional | Campeonato nacional | Campeonato nacional | Copa nacional[a] | Copa nacional[a] | Copa nacional[a] | Competições continentais[b] | Competições continentais[b] | Competições continentais[b] | Outros torneios[c] | Outros torneios[c] | Outros torneios[c] | Total | Total | Total   |
| Equipe               | Temporada         | Jogos               | Gols                | Assist.             | Jogos            | Gols             | Assist.          | Jogos                       | Gols                        | Assist.                     | Jogos              | Gols               | Assist.            | Jogos | Gols  | Assist. |
| -------------------- | ----------------- | ------------------- | ------------------- | ------------------- | ---------------- | ---------------- | ---------------- | --------------------------- | --------------------------- | --------------------------- | ------------------ | ------------------ | ------------------ | ----- | ----- | ------- |
| Campinense           | 2009              | 4                   | 0                   | 0                   | —                | —                | —                | —                           | —                           | —                           | 4                  | 1                  | 0                  | 8     | 1     | 0       |
| Campinense           | 2010              | 0                   | 0                   | 0                   | —                | —                | —                | —                           | —                           | —                           | 7                  | 1                  | 0                  | 7     | 1     | 0       |
| Campinense           | Total             | 4                   | 0                   | 0                   | 0                | 0                | 0                | 0                           | 0                           | 0                           | 11                 | 2                  | 0                  | 15    | 2     | 0       |
| Joinville            | 2011              | 0                   | 0                   | 0                   | —                | —                | —                | —                           | —                           | —                           | 0                  | 0                  | 0                  | 0     | 0     | 0       |
| Joinville            | Total             | 0                   | 0                   | 0                   | 0                | 0                | 0                | 0                           | 0                           | 0                           | 0                  | 0                  | 0                  | 0     | 0     | 0       |
| Treze                | 2011              | 0                   | 0                   | 0                   | —                | —                | —                | —                           | —                           | —                           | 15                 | 0                  | 0                  | 15    | 0     | 0       |
| Treze                | 2012              | 15                  | 1                   | 0                   | —                | —                | —                | —                           | —                           | —                           | —                  | —                  | —                  | 15    | 1     | 0       |
| Treze                | Total             | 15                  | 1                   | 0                   | 0                | 0                | 0                | 0                           | 0                           | 0                           | 15                 | 0                  | 0                  | 30    | 1     | 0       |
| Itapipoca            | 2012              | —                   | —                   | —                   | —                | —                | —                | —                           | —                           | —                           | 13                 | 1                  | 0                  | 13    | 1     | 0       |
| Itapipoca            | Total             | 0                   | 0                   | 0                   | 0                | 0                | 0                | 0                           | 0                           | 0                           | 13                 | 1                  | 0                  | 13    | 1     | 0       |
| Corinthians-AL       | 2013              | —                   | —                   | —                   | —                | —                | —                | —                           | —                           | —                           | 18                 | 2                  | 0                  | 18    | 2     | 0       |
| Corinthians-AL       | Total             | 0                   | 0                   | 0                   | 0                | 0                | 0                | 0                           | 0                           | 0                           | 18                 | 2                  | 0                  | 18    | 2     | 0       |
| CSA                  | 2013              | 1                   | 0                   | 0                   | —                | —                | —                | —                           | —                           | —                           | —                  | —                  | —                  | 1     | 0     | 0       |
| CSA                  | Total             | 1                   | 0                   | 0                   | 0                | 0                | 0                | 0                           | 0                           | 0                           | 0                  | 0                  | 0                  | 1     | 0     | 0       |
| Santa Rita           | 2014              | —                   | —                   | —                   | 4                | 1                | 0                | —                           | —                           | —                           | 18                 | 2                  | 0                  | 22    | 3     | 0       |
| Santa Rita           | Total             | 0                   | 0                   | 0                   | 4                | 1                | 0                | 0                           | 0                           | 0                           | 18                 | 2                  | 0                  | 22    | 3     | 0       |
| Académica de Coimbra | 2014–15           | 15                  | 3                   | 2                   | 2                | 0                | 0                | —                           | —                           | —                           | —                  | —                  | —                  | 17    | 3     | 2       |
| Académica de Coimbra | 2015–16           | 25                  | 0                   | 0                   | 2                | 0                | 0                | —                           | —                           | —                           | —                  | —                  | —                  | 27    | 0     | 0       |
| Académica de Coimbra | Total             | 40                  | 3                   | 2                   | 4                | 0                | 0                | 0                           | 0                           | 0                           | 0                  | 0                  | 0                  | 44    | 3     | 2       |
| Luverdense           | 2017              | 32                  | 1                   | 0                   | 4                | 0                | 0                | —                           | —                           | —                           | 11                 | 0                  | 0                  | 47    | 1     | 0       |
| Luverdense           | Total             | 32                  | 1                   | 0                   | 4                | 0                | 0                | 0                           | 0                           | 0                           | 11                 | 0                  | 0                  | 47    | 1     | 0       |
| América Mineiro      | 2018              | 23                  | 0                   | 1                   | 2                | 0                | 0                | —                           | —                           | —                           | 6                  | 0                  | 1                  | 31    | 0     | 2       |
| América Mineiro      | Total             | 23                  | 0                   | 1                   | 2                | 0                | 0                | 0                           | 0                           | 0                           | 6                  | 0                  | 1                  | 31    | 0     | 2       |
| Red Bull Brasil      | 2019              | —                   | —                   | —                   | —                | —                | —                | —                           | —                           | —                           | 16                 | 0                  | 5                  | 16    | 0     | 5       |
| Red Bull Brasil      | Total             | 0                   | 0                   | 0                   | 0                | 0                | 0                | 0                           | 0                           | 0                           | 16                 | 0                  | 5                  | 16    | 0     | 5       |
| Red Bull Bragantino  | 2019              | 30                  | 1                   | 5                   | —                | —                | —                | —                           | —                           | —                           | —                  | —                  | —                  | 30    | 1     | 5       |
| Red Bull Bragantino  | 2020              | 34                  | 0                   | 2                   | 2                | 0                | 0                | —                           | —                           | —                           | 14                 | 0                  | 2                  | 50    | 0     | 4       |
| Red Bull Bragantino  | 2021              | 29                  | 2                   | 4                   | 4                | 0                | 3                | 13                          | 0                           | 1                           | 7                  | 1                  | 1                  | 53    | 3     | 9       |
| Red Bull Bragantino  | 2022              | 31                  | 1                   | 2                   | 1                | 0                | 0                | 4                           | 0                           | 1                           | 11                 | 0                  | 0                  | 47    | 1     | 3       |
| Red Bull Bragantino  | 2023              | 22                  | 0                   | 2                   | 1                | 0                | 0                | 5                           | 1                           | 0                           | 10                 | 0                  | 0                  | 38    | 1     | 2       |
| Red Bull Bragantino  | Total             | 146                 | 4                   | 15                  | 8                | 0                | 3                | 22                          | 1                           | 2                           | 42                 | 1                  | 3                  | 218   | 6     | 23      |
| Santos               | 2024              | 4                   | 0                   | 0                   | —                | —                | —                | —                           | —                           | —                           | 12                 | 0                  | 2                  | 16    | 0     | 2       |
| Santos               | 2025              | 2                   | 0                   | 0                   | 1                | 0                | 0                | —                           | —                           | —                           | 0                  | 0                  | 0                  | 3     | 0     | 0       |
| Santos               | Total             | 6                   | 0                   | 0                   | 1                | 0                | 0                | 0                           | 0                           | 0                           | 12                 | 0                  | 2                  | 19    | 0     | 2       |
| Total na carreira    | Total na carreira | 267                 | 9                   | 18                  | 23               | 1                | 3                | 22                          | 1                           | 2                           | 174                | 8                  | 11                 | 474   | 19    | 34      |

- a. ^ Jogos da Copa do Brasil, da Taça de Portugal e da Taça da Liga
- b. ^ Jogos da Copa Sul-Americana e da Copa Libertadores da América
- c. ^ Jogos de campeonatos estaduais e regionais

## Títulos
Luverdense
- Copa Verde: 2017

Red Bull Brasil
- Campeonato Paulista do Interior: 2019

Red Bull Bragantino
- Campeonato Brasileiro - Série B: 2019
- Campeonato Paulista do Interior: 2020

Santos
- Campeonato Brasileiro - Série B: 2024